# Coghinas
El Coghinas es un río del norte de Cerdeña, Italia. Con una longitud de 115 km, es el tercer río en longitud de la isla después del Tirso y el Flumendosa.

Tiene una cuenca hidrológica de 2551 km².
Las fuentes del Coghinas se encuentran en las montañas de Alà, en la provincia de Sassari; después de cruzar la región tradicional de Anglona en su último curso, desemboca en elgolfo de Asinara en la zona de las ciudades de Badesi y Valledoria.
Para captar el exceso de agua para el uso que se necesita, y para el control de inundaciones y la generación de electricidad, se han construido dos presas, que han creado el lago Coghinas y el lago de Casteldoria.